# Adriano Aprà
Adriano Aprà (* 18. November 1940 in Rom; † 15. April 2024) war ein italienischer Autor und Filmkritiker.

## Leben
Aprà schrieb für Filmcritica und cinema e film, verfasste zahlreiche Bücher und leitete die Filmfestivals von Pesaro (Mostra Internazionale del Cinema Nuovo) und Salsomaggiore (Salso Film Festival). Er war Dozent für Filmästhetik an der Universität Rom und stand der Nationalen Cinethek vor. In einigen Spielfilmen übernahm er kleine Rollen, in Straub-Huillets Verfilmung des Corneille-Stücks Othon sogar die Titelrolle, und drehte 1970 den Fernsehfilm Olimpia aglia amici, dem einige Dokumentarfilme folgten.

## Veröffentlichungen (Auswahl)
- 30 Film Alla Scoperta Del Giappone, ISBN 8885074340
- Giovinezza Del Cinema Francese, ISBN 8831756990
- Poetiche Delle Nouvelles Vagues, ISBN 8831752359

## Filmografie (Auswahl)
- 1969: Dillinger ist tot (Dillinger è morto)